# ポーツマス・ハーバー駅
ポーツマス・ハーバー駅（ポーツマス・ハーバーえき、英語: Portsmouth Harbour railway station）は、イングランド南部の港湾都市ポーツマスにある鉄道駅。サウス・ウェスタン・レールウェイが管理を行なっており、駅前からはフェリーや長距離バスへの乗り換えが可能になっている。

## 歴史
1876年にロンドン・ウォータールー駅とからポーツマスを結ぶポーツマス直通線の終着駅として開業した。その後電化工事が行われた1937年に一度改装を行ったが、第二次世界大戦期の空襲で破壊されたため戦後に再び建設された。

## 運行情報
平日オフピーク時の運行本数は以下の通り。
■ サウス・ウェスタン
2本 - ダイレクト線経由ロンドン・ウォータールー駅行き
1本 - フェアラム駅経由ロンドン・ウォータールー駅行き
1本 - サウサンプトン中央駅行き
■ サザン（ゴヴィア・テムズリンク・レールウェイ）
1本 - ブライトン駅行き
■ グレート・ウェスタン
1本 - カーディフ中央駅行き

## 隣の駅
ナショナルレール
■ サウス・ウェスタン
ポーツマス直通線
ポーツマス・アンド・サウスシー駅 - ポーツマス・ハーバー駅
■ サザン（ゴヴィア・テムズリンク・レールウェイ）
ウェスト・コーストウェイ線
ポーツマス・アンド・サウスシー駅 - ポーツマス・ハーバー駅
■ グレート・ウェスタン・レールウェイ
ポーツマス・ハーバー - カーディフ中央
ポーツマス・アンド・サウスシー駅 - ポーツマス・ハーバー駅